# Kraftwerk Barranco de Tirajana
Das Kraftwerk Barranco de Tirajana (spanisch Central térmica de Barranco de Tirajana), auch unter dem Namen Kraftwerk Juan Grande bekannt, ist ein Öl- und Windkraftwerk nahe der Ortschaft Juan Grande der Gemeinde San Bartolomé de Tirajana im Südosten der Insel Gran Canaria in der Nähe der großen Touristenorte. Eigentümer und Betreiber ist die Unión Eléctrica de Canarias (UNELCO), eine Tochtergesellschaft der ENDESA. Das Kraftwerk besitzt eine installierte Leistung von 697 MW und ist damit das größere der beiden Wärmekraftwerke Gran Canarias (Kraftwerk Barranco de Tirajana und Kraftwerk Jinámar). Es besitzt zwei ölbefeuerte Blöcke mit einer Leistung von je 80 MW und ging zwischen 1995 und 1996 in Betrieb. Die Heizkessel wurden von Babcock & Wilcox geliefert. Außerdem befinden sich auf dem Gelände mehrere Windkraftanlagen.

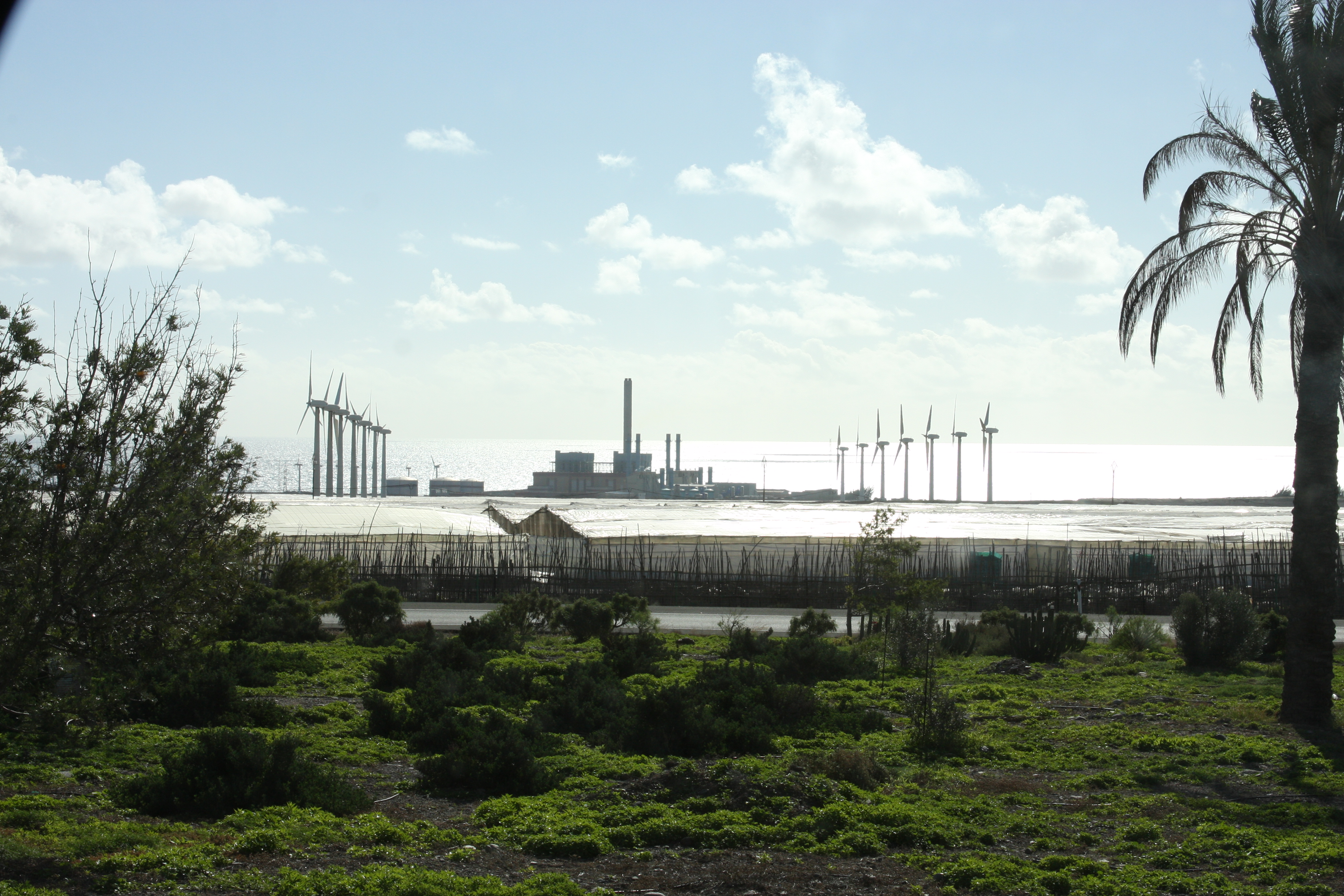
Aufnahme des Kraftwerks